# Marna Nouă, Satu Mare
Marna Nouă (maghiară Újmárna) este un sat în comuna Sanislău din județul Satu Mare, Transilvania, România. Se află în partea de sud-vest a județului, în Câmpia Carei. La recensământul din 2002 avea o populație de 355 locuitori.

## Istoric
Marna e un sat înființat în 1924 de moții veniți din zona Mărișel, județul Cluj.